# Pleurochila erschoffella
Pleurochila erschoffella är en fjärilsart som beskrevs av Émile Louis Ragonot 1888. Pleurochila erschoffella ingår i släktet Pleurochila och familjen mott. Inga underarter finns listade i Catalogue of Life.